# Scipiolus spinosus
Scipiolus spinosus is een zeespin uit de familie Ammotheidae. De soort behoort tot het geslacht Scipiolus. Scipiolus spinosus werd in 1955 voor het eerst wetenschappelijk beschreven door Utinomi. 